# Ágnes Kovács
Ágnes Kovács (ur. 13 lipca 1981 w Budapeszcie) - była węgierska pływaczka specjalizująca się głównie w stylu klasycznym.
Na Igrzyskach Olimpijskich w Atlancie w 1996 zdobyła brązowy, a cztery lata później w Sydney złoty medal na 200 m.
Jest zdobywczynią trzech medali mistrzostw świata: dwóch złotych na 200 m (1998, 2001) i brązowego na 100 m (2001).
Ma w swoim dorobku także 12 medali mistrzostw Europy na długim basenie: siedmiu złotych (na 50 m w 1999, 2000; na 100 m w 1997, 1999, 2000 oraz na 200 m w 1997 i 1999), srebrnego na 200 m (2000) i czterech brązowych (na 50 m w 2006, na 100 m w 1995 i 2006 oraz na 200 m w 2006).
Do jej osiągnięć należą również cztery medale mistrzostw Europy na krótkim basenie: trzy srebrne (na 50, 100 i 200 m w 1999) oraz brązowy na 100 m (2002). Czterokrotnie została wybrana sportsmenką roku na Węgrzech (1997-2000), a dwa razy pływaczką roku w Europie (1997, 1998).

## Wyróżnienia
- 1997, 1998, 1999, 2000: najlepsza sportsmenka na Węgrzech
- 1997, 1998: najlepsza pływaczka w Europie